# Cangas
Cangas, noto anche come Cangas do Morrazo, è un comune spagnolo di 24 643 abitanti situato nella comunità autonoma della Galizia.